# あの頃をもう一度
『あの頃をもう一度』（あのころをもういちど、原題: Us Again）は、2021年のアメリカ合衆国のコンピュータアニメーション短編作品。ザック・パリッシュが監督・脚本を務めた。不機嫌な老人・アートとそれを支える妻・ドットが、活気あふれるダンスの街を舞台に繰り広げる。

## ストーリー
活気ある街の人々が音楽のリズムに合わせて踊る中、老いたアートはアパートにこもり、不機嫌にテレビを見る生活を送っていた。妻のドットは毎日のように、1日楽しく過ごそうと声をかけていた。しかし、アートはそれを拒否し、ドットは悲嘆にくれた。やがてアートはこの決断を後悔し、若く活気に満ちていた頃の自分とドットの写真に目を向けた。その時、突然雨が降り出し、彼は非常階段に出た。雨は彼を若返らせ、ドットを捜すように仕向けた。
雨に打たれて若返ったドットと出会ったアート。2人は街で生き生きと踊り始めた。雨雲が動き出すと、2人は老人に戻ってしまう。アートは若さを保つため、ドットとともに街を歩き始める。2人はパラダイス・ピアに逃げ込み、アートが雨雲を追いかけると、ドットは進んで後ずさりした。やがて雲は完全に街を去り、2人は老人に戻ってしまった。
帰り道、アートはドットが1人で座っているのを見つけた。2人は互いに見つめ合い、言葉少なに互いの愛を認め合った。雨の水たまりに若い頃の自分たちが映し出され、以前のような躍動感はないものの、アートとドットは一緒に踊り続けたのだった。

## 製作

### 企画
2021年2月、『ラーヤと龍の王国』の劇場上映の際に、2016年の『インナー・ワーキング』以来、ディズニーが製作したオリジナル劇場用短編映画で本作が加わることが発表された。
『ショート・サーキット』シリーズの短編映画『Puddles』や『ベイマックス』のアニメーションを手がけたザック・パリッシュが、本作の脚本・監督を担当した。自分が年を重ね、若者に憧れたことがきっかけで本作を構想したという。パリッシュは「もし、自分が失ったと思うものにばかり時間を費やしていたら、今の美しさを見逃してしまうことになると気づかされた」と語った。また、RV車で遠出をしたり、人生を俯瞰している祖父母の老いに対する考え方の違いからも影響を受けたという。父方の祖父母であるアーサーとドロシーは、「アート」と「ドット」という名前の由来となった。また、アートはパリッシュの定年退職した祖父をモデルにしている。プロデューサーのブラッド・サイモンセンは、パリッシュの視点に惹かれ、本作に携わりたいと考えた。『ベイマックス』で、彼はパリッシュと仕事をする上で興味をそそられるものを観察した。サイモンセンは、パリッシュがアニメーションに対して卓越した目を持ち、物語を構想する不思議な能力を持っていると考えていた。本作は、台詞がなく、パントマイムやダンス、音楽で物語が語られている。このアイデアは、同じく台詞のない『ファンタジア』シリーズからヒントを得ている。『ラ・ラ・ランド』も影響を与えた。本作の街並みはシカゴ、ニューヨーク、ロサンゼルスから、桟橋や遊歩道はサンタモニカやシアトルのものから影響を受けた。
製作チームは、できるだけ多くの人種を描きたいと考えていた。日系アメリカ人のアートとアフリカ系アメリカ人のドットは、意図的に異人種間のカップルとして描かれた。アートの国籍は、日系アメリカ人であるパリッシュの妻にヒントを得た。また、パリッシュは、あまり描かれることのない年配の人々を描きたかった。製作チームにとって、映画の登場人物を象徴するような人物を登場させることは、非常に重要なことであり、彼らやスタジオ全体にとって重要なコミットメントであった。ディズニーのダイバーシティ&インクルージョンチームは、キャラクターが可能な限り本物に近い演技ができるよう、プロセスを通じて彼らと協力した。
長年のダンス愛好家であるパリッシュは、若返りの泉、老夫婦といったコンセプトをミックスすることを意図していた。こうしたアイデアを練っているうちに、2016年に振付家のキオネとマリ・マドリッドが老夫婦として踊るバイラルビデオを見たことで思い出したという。彼は2019年4月に面会を依頼し、マドリッド夫妻はこのプロジェクトに取り組むことを熱望した。この2つは、彼のアイデアに組み込まれ、最終的には本作のピッチになった。1978年のボブ・マーリー&ザ・ウェイラーズの曲「イズ・ディス・ラヴ」に合わせて踊る老夫婦のビデオを見て、パリッシュとマッドリッドは本作の核を発見した。パリッシュは、この曲は直感的で理想的だと語った。

### 音楽
パイナー・トプラクは、1960年代のファンクやソウルミュージックからインスピレーションを得て、本作のサウンドトラックを作曲した。通常の映画製作のプロセスとは異なり、マドリッドは、音楽、サウンド、タイムスタンプに対する感情が非常に具体的なため、振付師に何か仕事を与えるために、絵コンテとアニメーションの前にスコアを書く必要があった。新型コロナウイルス感染症の世界的流行時のサウンドトラックのレコーディングでは、ソーシャルディスタンスをとる必要があった。40人のストリングスと大所帯のバンドでどうレコーディングするか、考える必要があった。まずストリングスを録音し、次に金管楽器奏者といった別行動をとることになった。トプラックは、すべてを正確に記録することにこだわり、何事にも妥協を許さない性格だった。

### アニメーションとデザイン
主役のキャラクターは、ディズニーのデザインに近く、かつ今までとは異なるもの、もう少し小さくてシンプルなフォルムがいいとパリッシュは考えていた。アートとドットの個性や国民性を表現するため、いくつかのアイデアを組み合わせて、最終的なデザインが完成した。製作チームは、過去のプロジェクトから要素を再利用することができ、ほとんどはオリジナルであるが、背景の建物や乗り物などは『ベイマックス』や他の短編映画から一部を借用した。ディズニーのツールは主に、スタッフがリグを新鮮なモデルに簡単に適合させ、それを改良することを可能にした。キャラクター担当のジョン・カーワティは、多数のモデルを切り替える2人の主要キャラクターを含め、多数のキャラクターをデザインし、管理した。
パリッシュによると、ダンスの約半分はマドリッドのものを参考にしているという。アニメーションを思わせるような、スピーディーでスタッカートの効いた動きをしていたと述べてた。マドリッドでは、「大きくアスレチックで重力に逆らうようなものから、小さくコミュニケーションをとるようなもの、身振り手振りでカップルっぽいロマンチックなものまで」様々なダンススタイルが用いられた。絵コンテでは、作品の感動的な場面を伝えた。マドリッド夫妻は、パリッシュ自身が各シーンについて話した内容を録音し、それをもとに振付を行った。登場人物の動きがディスカッションのように見えること、作品のテーマを表現することを目指したという。ディズニーは、マドリードの振り付けをビデオで参照しながらアニマティックを作成し、それを土台にアニメーションを製作した。群衆チームは、バックダンサーや乗り物で街を埋め尽くした。この間、アニメーションはキーフレームされ、雨はHoudiniで作成された。
アートとドットの対立する視点は、表情や身振り手振り、ダンスを通して伝えられた。ディズニーは、アートとドットの小さなアパートの殺風景な景色と、外のニューヨークのダンス界のカラフルな景色を並べた。暗くなり、雨が降り始めると、アニメーターたちは、パリッシュが可能な限り使用することを目指したネオンライトを1960年代の雰囲気で引き立てた。アートとドットが桟橋の端に近づき、街から遠ざかるにつれて、スタッフは色彩を抑えた。アートがドットへの愛を自覚する瞬間は、観覧車の光の移ろいを利用し、さらに彩度を加え始めた。

## 封切り
本作は、『ラーヤと龍の王国』に先立ち、2021年3月5日に劇場公開された。同年6月4日よりDisney+で配信を開始し、デジタルHDとBlu-ray Discに収録された。さらに、Blu-ray Discにはパリッシュによる本作の舞台裏を紹介した「An Introduction to Us Again」が収録された。

## 作品の評価

### 映画批評家によるレビュー
批評家から概ね好評を博しており、マッシャブルのプラミット・チャタジーは、本作に5点満点の評価を与えた。演出や振り付け、アニメーションを賞賛し、「すべてが完璧で驚かされ、長編映画であってほしいと思わせた」と述べた。コイモイのウメシュ・プンワニは、5点満点中4点をつけ、『ラ・ラ・ランド』の「アナザー・デイ・オブ・サン」と比較した音楽、アニメーション、セリフの少なさなどを評価した。シネマブレンドのサマンサ・ラバットは、「アニメーションがとても美しくリアルで、実際の人間を見ているのではないことを忘れてしまう」と高く評価した。

### 受賞歴
本作は、ハリウッド批評家協会賞の短編映画賞とNAACPイメージ・アワードの短編映画（アニメーション）賞を受賞した。また、アカデミー賞短編アニメ賞の最終選考に残った。『バラエティ』は本作が受賞候補になると予想したが、叶わなかった。